# Dow Chemical Company

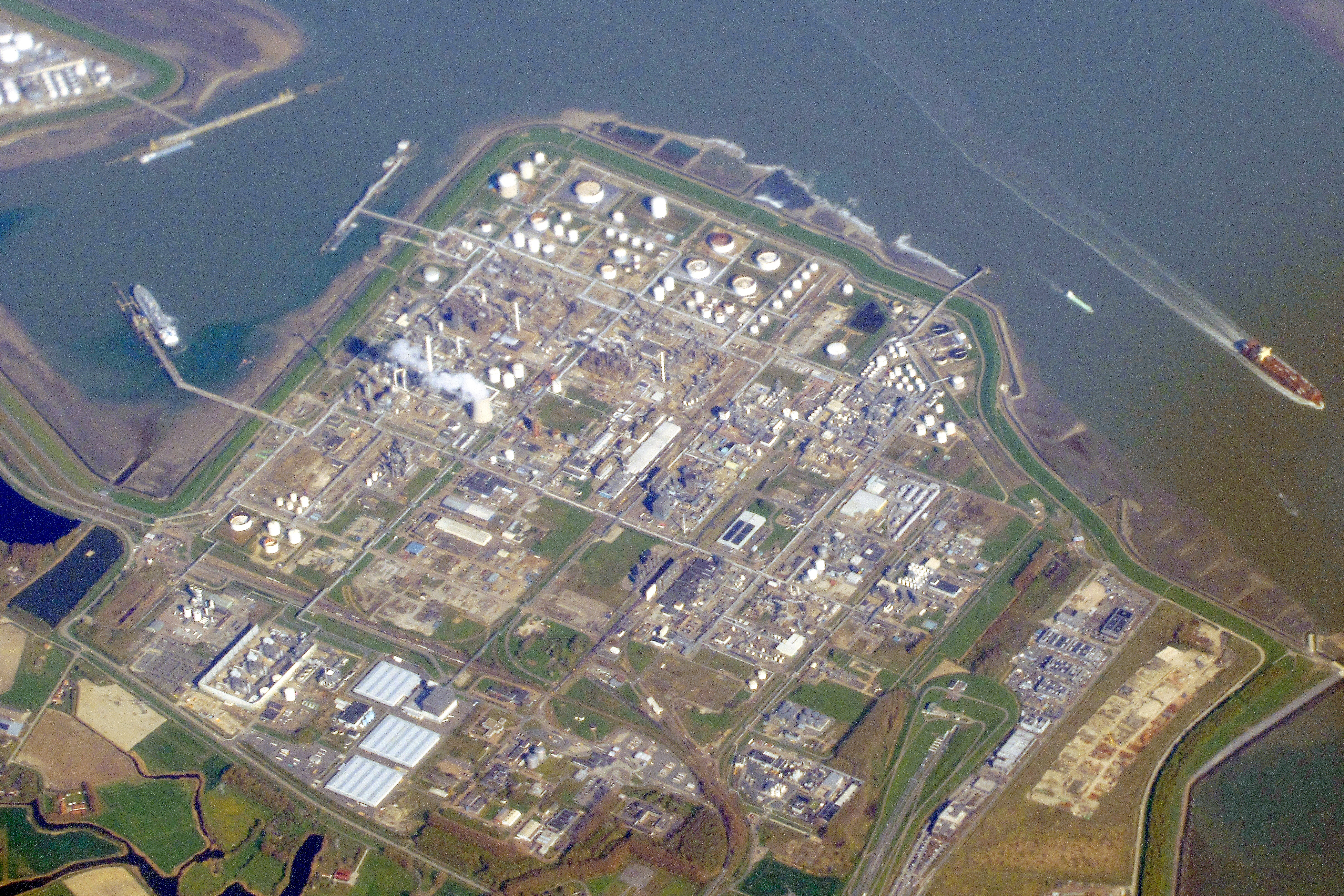
Zakłady w Terneuzen

Dow Chemical Company (Dow) – przedsiębiorstwo chemiczne z główną siedzibą w Midland. 

## Historia firmy

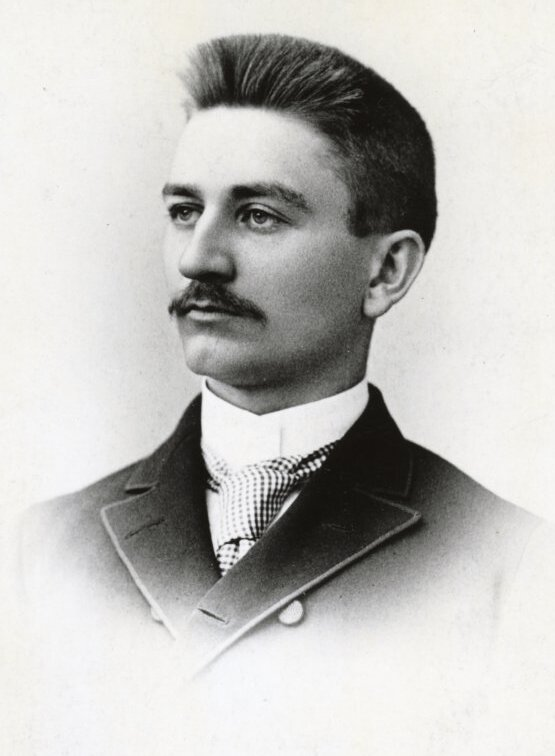
Herbert Henry Dow, założyciel firmy Dow Chemical Company

Spółka została założona w 1897 przez amerykańskiego chemika i wynalazcę Herberta Henry'ego Dowa (1866–1930), który 6 lat wcześniej opracował elektrolityczną metodę wydzielania bromu z solanki. Wynalazek skomercjalizowała, założona przez Herberta Dowa, spółka Midland Chemical Company, nad którą stracił on jednak kontrolę. Jego nowe przedsiębiorstwo w 1898 roku rozpoczęło produkcję wybielaczy na skalę komercyjną, a w 1900 roku, przejęło Midland Chemical Company. W 1913 Dow wycofał się z produkcji wybielaczy, koncentrując się na sprzedaży chloru jako surowca. 
W 1906 roku spółka zaczęła wprowadzać do sprzedaży środki ochrony roślin. W 1908 utworzono osobny wydział agrochemikaliów, którego głównymi produktami były środki do oprysków drzew owocowych. W 1916 Dow rozpoczął sprzedaż chlorku wapnia, metalicznego magnezu oraz kwasu acetylosalicylowego. 
W 1930 roku zmarł Herbert Dow, kierowanie firmą przejął jego syn Willard H. Dow. W tym czasie przedsiębiorstwo rozwinęło zaplecze badawcze i weszło na rynek tworzyw sztucznych. Wśród produktów, które weszły wówczas na rynek, były m.in. saran, styropian (pod nazwą handlową STYROFOAM), etyloceluloza, czy polietylen. W 1940 roku spółka rozpoczęła budowę zakładu produkcyjnego we Freeport w Teksasie. Produkowano tam m.in. magnez, na który było znaczne zapotrzebowanie w czasie II wojny światowej. W czasie wojny i zaraz po niej przedsiębiorstwo rozpoczęło ekspansję międzynarodową, powstały spółki zależne: Dow Chemical Canada, Ltd., Brazos Oil & Gas Co., japońska Asahi-Dow, Ltd.
W 1943 roku Dow oraz Corning Inc utworzyły Dow Corning, spółkę joint venture, której celem było wytwarzanie produktów na bazie krzemu.  
W 1989 roku Dow oraz Eli Lilly and Company utworzyły joint venture DowElanco, spółkę specjalizująca się w produktach dla rolnictwa. W 1997 roku Dow wykupił w niej 100% udziałów i zmienił nazwę na Dow AgroSciences. 
W 2001 roku Dow finalizował akwizycję spółki Union Carbide. 
W 2015 roku poinformowano o planach przeprowadzenia fuzji spółek Dow Chemical Company oraz DuPont, które doszło w 2017 roku.
W 2017 roku powstał konglomerat DowDuPont NYSE: DWDP złożony ze spółek The Dow Chemical Company oraz DuPont, obejmujący trzy działy: rolnictwo, inżynierię materiałową oraz produkty specjalistyczne.